# Malbuisson
Malbuisson är en kommun i departementet Doubs i regionen Bourgogne-Franche-Comté i östra Frankrike. Kommunen ligger i kantonen Pontarlier som tillhör arrondissementet Pontarlier. År 2022 hade Malbuisson 883 invånare.

## Befolkningsutveckling
Antalet invånare i kommunen Malbuisson
Referens:INSEE

## Galleri

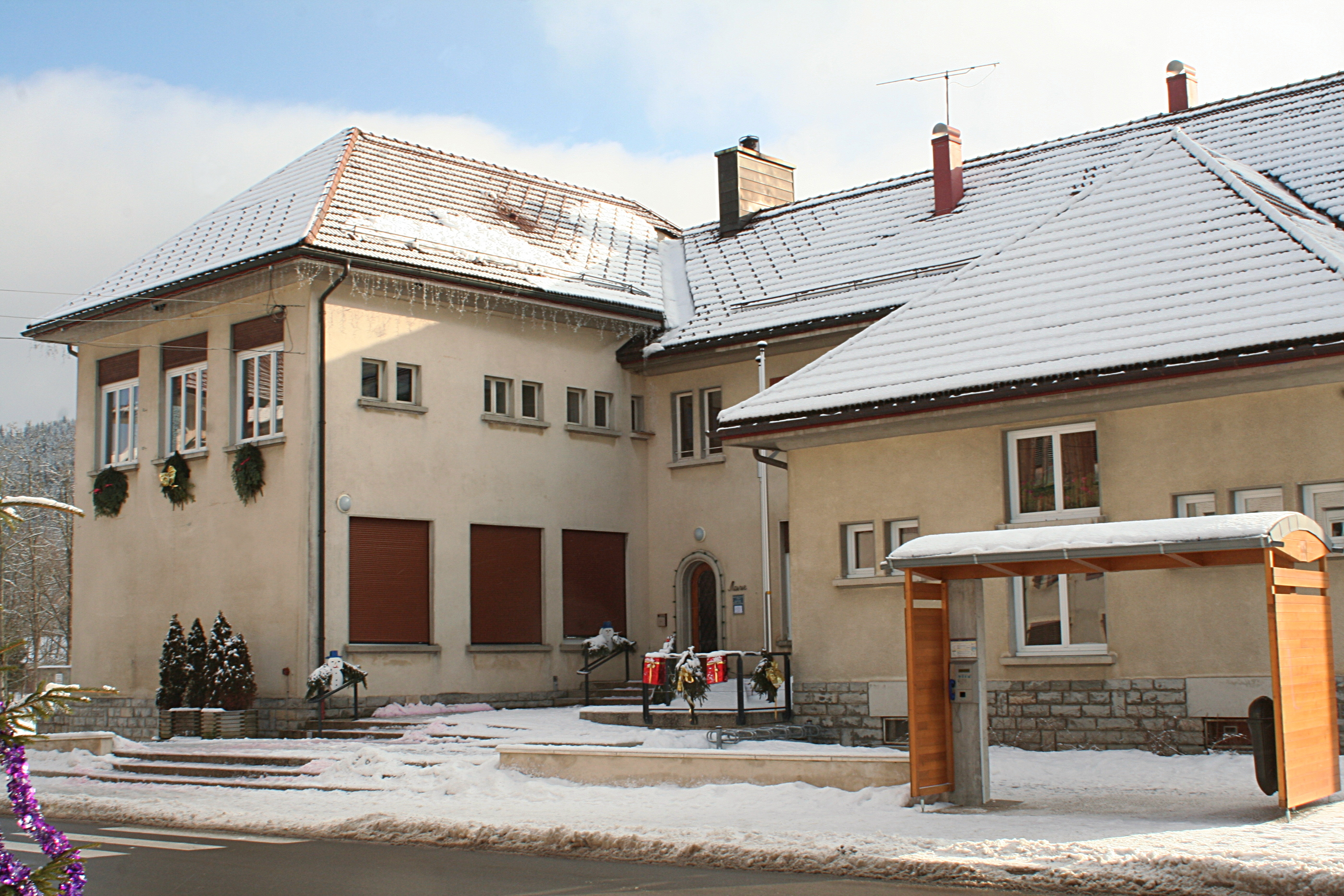
Rådhuset
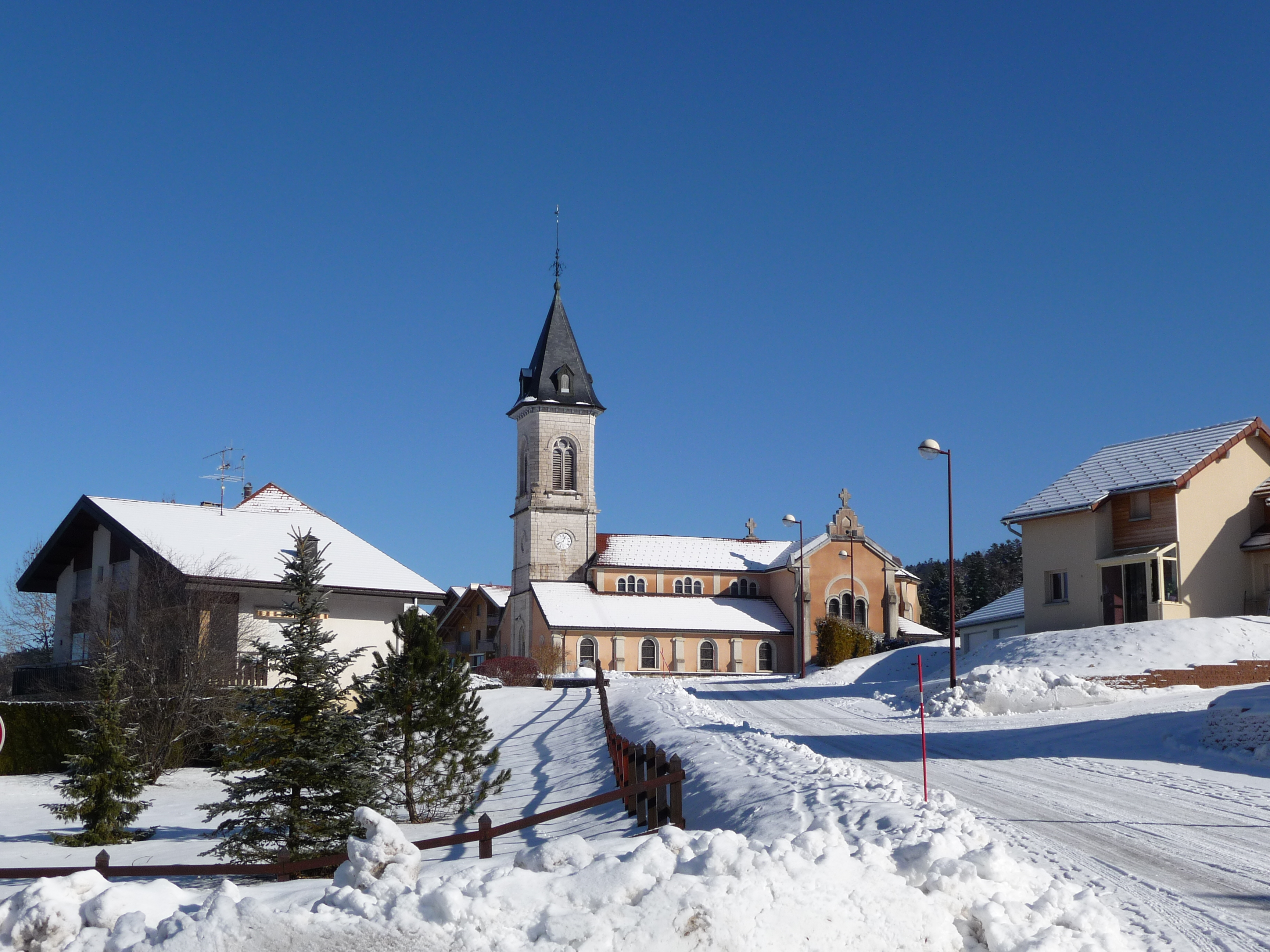
Kyrkan
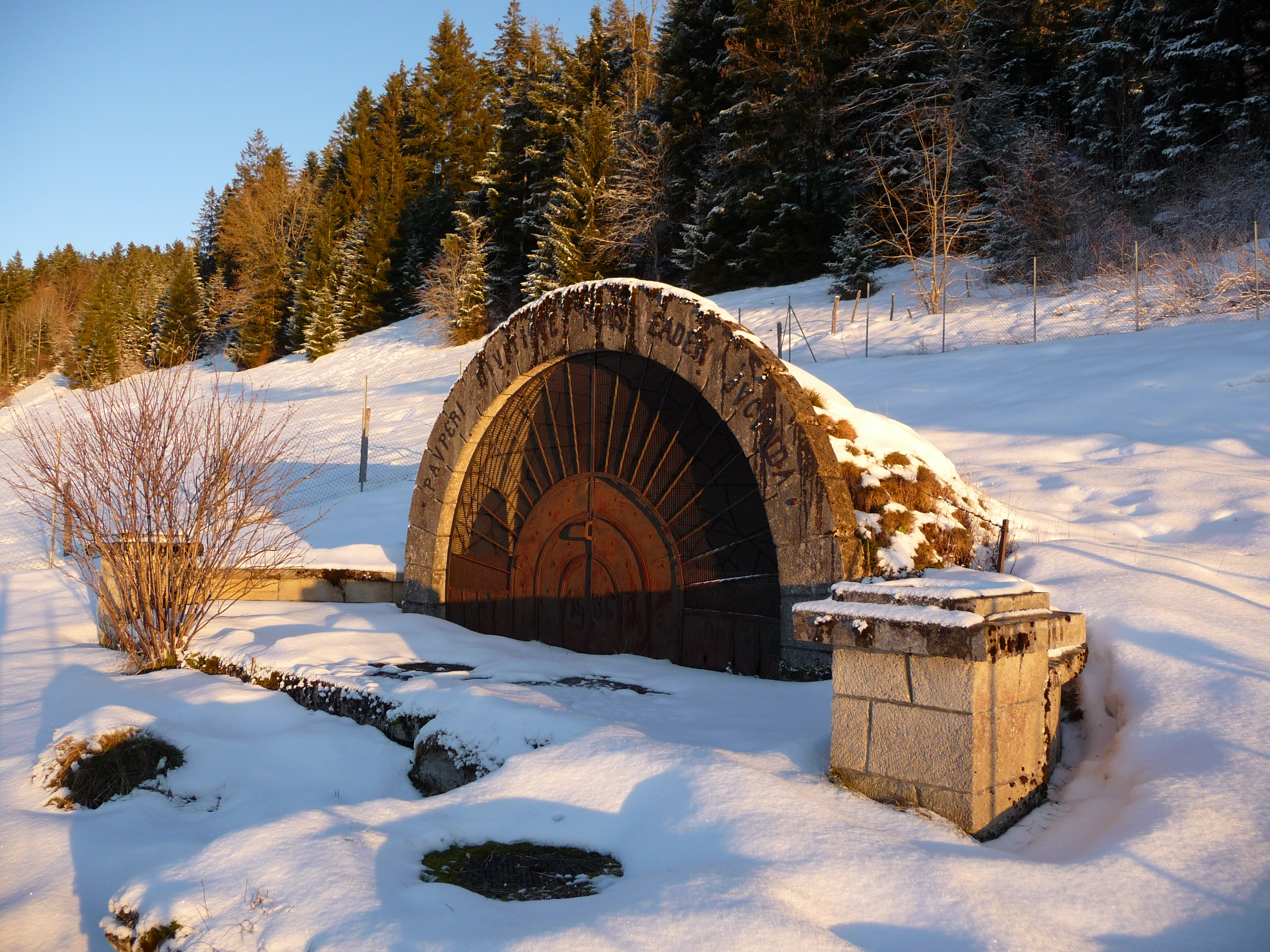
Malbuissons vattentäkt

|  |